# Vicente Iborra de la Fuente
Vicente Iborra de la Fuente (* 16. ledna 1988 Moncada) je španělský profesionální fotbalista, který hraje na pozici středního záložníka za španělský klub Villarreal CF.

## Klubová kariéra
S fotbalem na profesionální úrovni začínal v klubu Levante UD.
V srpnu 2013 přestoupil do týmu Sevilla FC, kde podepsal pětiletý kontrakt.
Se Sevillou se probojoval do finále Evropské ligy 2013/14, v němž jeho tým porazil portugalskou Benfiku Lisabon až v penaltovém rozstřelu (4:2, po prodloužení byl stav 0:0).

Seděl na sevillské lavičce náhradníků v soutěži Superpohár UEFA 2014, v němž jeho tým podlehl Realu Madrid 0:2.